# Висока (Суський повіт)
Висока (пол. Wysoka) — село в Польщі, у гміні Йорданув Суського повіту Малопольського воєводства.
Населення — 832 особи (2011).
У 1975-1998 роках село належало до Новосондецького воєводства.

## Демографія
Демографічна структура станом на 31 березня 2011 року:
|          | Загалом | Допрацездатний вік | Працездатний вік | Постпрацездатний вік |
| -------- | ------- | ------------------ | ---------------- | -------------------- |
| Чоловіки | 396     | 90                 | 266              | 40                   |
| Жінки    | 436     | 103                | 242              | 91                   |
| Разом    | 832     | 193                | 508              | 131                  |